# Димитров, Николай (футболист)
Никола́й Эми́лов Дими́тров (род. 15 октября 1987, Русе, Болгария) — болгарский футболист, выступавший на позиции полузащитника.

## Биография
Родился в городе Русе. Начал заниматься футболом в молодежной академии «Левски» (София). В сезоне 2004/05 завоевал свой первый чемпионский титул с клубом, приняв участие в семи матчах, выходя на замену. Он дебютировал 6 августа 2004 года в победном матче с софийской «Славией», заменив Эмиля Ангелова на 89-й минуте. Чемпион Болгарии в 2006 и 2007 годах. Обладатель Кубка Болгарии в 2007 году. В декабре 2016 года заключил контракт с ФК «Урал» Летом 2020 года Димитров покинул «Урал» и завершил карьеру.

## Достижения
«Урал»
- Финалист Кубка России: 2016/17